# Lavausseau
Lavausseau és un municipi francès situat al departament de la Viena i a la regió de la Nova Aquitània. L'any 2007 tenia 774 habitants.

## Demografia

### Població
El 2007 la població de fet de Lavausseau era de 774 persones. Hi havia 305 famílies de les quals 79 eren unipersonals (28 homes vivint sols i 51 dones vivint soles), 99 parelles sense fills, 95 parelles amb fills i 32 famílies monoparentals amb fills.
La població ha evolucionat segons el següent gràfic:
Habitants censats

### Habitatges
El 2007 hi havia 351 habitatges, 308 eren l'habitatge principal de la família, 19 eren segones residències i 24 estaven desocupats. 342 eren cases i 6 eren apartaments. Dels 308 habitatges principals, 210 estaven ocupats pels seus propietaris, 86 estaven llogats i ocupats pels llogaters i 12 estaven cedits a títol gratuït; 4 tenien una cambra, 13 en tenien dues, 42 en tenien tres, 90 en tenien quatre i 159 en tenien cinc o més. 266 habitatges disposaven pel capbaix d'una plaça de pàrquing. A 151 habitatges hi havia un automòbil i a 140 n'hi havia dos o més.

### Piràmide de població
La piràmide de població per edats i sexe el 2009 era:
| Homes | Edats   | Dones |
| ----- | ------- | ----- |
| 0     | 95 o +  | 0     |
| 4     | 90 a 94 | 0     |
| 0     | 85 a 89 | 8     |
| 8     | 80 a 84 | 4     |
| 16    | 75 a 79 | 20    |
| 20    | 70 a 74 | 4     |
| 12    | 65 a 69 | 28    |
| 16    | 60 a 64 | 20    |
| 20    | 55 a 59 | 12    |
| 20    | 50 a 54 | 16    |
| 36    | 45 a 49 | 28    |
| 16    | 40 a 44 | 20    |
| 28    | 35 a 39 | 24    |
| 52    | 30 a 34 | 36    |
| 16    | 25 a 29 | 28    |
| 8     | 20 a 24 | 16    |
| 20    | 15 a 19 | 24    |
| 24    | 10 a 14 | 32    |
| 36    | 5 a 9   | 20    |
| 36    | 0 a 4   | 20    |

## Economia
El 2007 la població en edat de treballar era de 486 persones, 383 eren actives i 103 eren inactives. De les 383 persones actives 357 estaven ocupades (191 homes i 166 dones) i 26 estaven aturades (7 homes i 19 dones). De les 103 persones inactives 45 estaven jubilades, 34 estaven estudiant i 24 estaven classificades com a «altres inactius».

### Ingressos
El 2009 a Lavausseau hi havia 310 unitats fiscals que integraven 775 persones, la mediana anual d'ingressos fiscals per persona era de 15.646 €.

### Activitats econòmiques
Dels 34 establiments que hi havia el 2007, 1 era d'una empresa extractiva, 1 d'una empresa de fabricació d'altres productes industrials, 12 d'empreses de construcció, 8 d'empreses de comerç i reparació d'automòbils, 4 d'empreses de transport, 1 d'una empresa de serveis, 3 d'entitats de l'administració pública i 4 d'empreses classificades com a «altres activitats de serveis».
Dels 16 establiments de servei als particulars que hi havia el 2009, 1 era una oficina de correu, 1 taller de reparació d'automòbils i de material agrícola, 3 paletes, 3 guixaires pintors, 3 fusteries, 2 lampisteries, 1 electricista i 2 perruqueries.
Dels 2 establiments comercials que hi havia el 2009, 1 era una llibreria i 1 una floristeria.
L'any 2000 a Lavausseau hi havia 34 explotacions agrícoles que ocupaven un total de 1.804 hectàrees.

## Equipaments sanitaris i escolars
L'únic equipament sanitari que hi havia el 2009 era una farmàcia.
El 2009 hi havia una escola elemental.

## Poblacions més properes
El següent diagrama mostra les poblacions més properes.